# ユーラ・モフシシャン
ユーラ・モフシシャン（アルメニア語: Յուրա Մովսիսյան, ラテン文字転写: Yura Movsisyan, 1987年8月2日 - ）は、アゼルバイジャン・ソビエト社会主義共和国（現アゼルバイジャン）・バクー出身の元サッカー選手。元アルメニア代表。現役時代のポジションはFW。

## 経歴

### 生い立ち
1987年、アゼルバイジャン・ソビエト社会主義共和国の首都バクーにて生まれた。アルメニア人ではあるがアルメニア国内で住んだ事は無い。モフシシャン家は経済的に窮乏していたことから、父親は養うために、ユーラが12歳の頃にアメリカ最大のアルメニア人コミュニティがあるカリフォルニア州パサデナへと移り住んだ。そこでサッカーを習い始め、地元にある高校や大学でもサッカーを続ける中、高校時代の監督の口利きによってアメリカ代表でコーチを務めている人物と出会い、その人物を通じてナイキが主催する親善試合に参加した際に注目を集めることに成功。コミュニティ・カレッジに在籍する唯一の選手として2006年度のスーパードラフトにかけられ、カンザスシティ・ウィザーズと契約した。

### クラブ

#### カンザスシティ・ウィザーズ
メジャーリーグサッカー、アメリカ合衆国サッカー連盟、アディダス社の共同若手育成プログラムジェネレーション・アディダスと契約し、カンザスシティ・ウィザーズからドラフト指名される。2006年5月13日のDCユナイテッド戦 (1-2)で途中出場からデビュー。翌2007年シーズンの4月25日にトロントFC戦 (3-0) でプロ初得点、5月16日のニューヨーク・レッドブルズ戦で2得点、その後、ロサンゼルス・ギャラクシーとクラブ・デポルティボ・チーヴァス・USA相手にそれぞれ1得点を挙げ、プロ2年目は5得点を記録した。

#### レアル・ソルトレイク
2007年9月17日、スーパードラフトピックとロースター・スポットとのトレードでレアル・ソルトレイクに加入する。初出場を飾ったロサンゼルス・ギャラクシー戦 (2-2) でキャリー・タリーの得点をアシスト、シーズン最終節のヒューストン・ダイナモ戦でキャリア初のレッドカードによる一発退場処分を経験した。翌2008シーズンは、ファビアン・エスピンドラ、ケニー・デューカー、ロビー・ファインドリーに次ぐ4番手として見られており、事実、出場機会は限られ、8月16日のヒューストン・ダイナモ戦 (3-4) までシーズン初得点を待たなければならなかったが、9月6日のロサンゼルス・ギャラクシー戦 (2-2) において、エスピンドラが早々に負傷離脱したことで途中出場した際に、シーズン2得点目及びウィル・ジョンソンの得点をアシストすると、同月のサンノゼ・アースクエイクス戦 (3-2) で2得点を挙げる等でエスピンドラの穴を感じさせない程にシーズン終盤戦で得点を量産し、11月1日にリオ・ティント・スタジアムで行われたチーヴァスUSAとのプレーオフ第1戦 (1-0) では、決勝点を挙げた。2009年7月26日にデンマーク・スーペルリーガ (デンマーク1部) のラナースFCと2010年1月1日からのプレ契約を締結する。同シーズンは昨季の好調を維持できずにいたが、MLSカップのロサンゼルス・ギャラクシー戦に先発出場して優勝を成し遂げた。

#### ラナース
2010年1月1日にデンマーク・スーペルリーガ (デンマーク1部) のラナースFCへ移籍する。3月7日のエスビャウfB戦で初出場を飾り、以来、かつてのリーグ得点王マーク・ニゴーを抑えて地位を確立しており、4月14日のFCミッティラン戦 (3-1) や同月のシルケボーIF戦 (2-0) において、それぞれ2得点を挙げる等、シーズン後半加入にもかかわらず13試合7得点と高い得点力を見せ、下位に低迷していたチームの残留に一役買った。翌2010-11シーズンも定位置を確保しつつ、UEFAヨーロッパリーグ 2010-11では、予選1回戦のF91デュドランジュとの第1戦 (6-1) で2得点に加え、セーレン・ピーダーセンのアシストをし、予選3回戦のFCローザンヌ・スポルト戦で3得点 (第1戦2得点、第2戦1得点)を挙げた。これらの活躍やアルメニア代表に招集されたこともあり、FCディナモ・キーウやFCルビン・カザンといったクラブから関心を引き、シーズン途中に退団することになった。

#### FCクラスノダール
2011年1月にFCクラスノダールに移籍金200万ユーロで移籍をした。3月12日のFCアンジ・マハチカラとの2011-12シーズン開幕戦で初出場を飾り、次のPFCスパルタク・ナリチク戦で早速初得点を挙げ、以来、序盤戦に負傷しながらも、FCヴォルガ・ニジニ・ノヴゴロド戦での2得点を含むリーグ戦14得点を挙げる活躍から、シーズン終了後の12月30日にファンによる2011年度の最優秀選手に選ばれ、また、Sportbox.ruによる新加入の外国人選手トップ10にも選出された。翌2012-13シーズンも昨季同様に得点を量産しており、ルビン・カザンとの開幕戦 (2-1) 、FCアムカル・ペルミ戦 (2-2)でそれぞれ2得点を挙げ、FCロコモティフ・モスクワ戦 (3-1) では1得点とジョアンジーニョへのアシストを決め、FCモルドヴィア・サランスク戦 (6-1) においては、2得点とドゥシャン・アンジェルコヴィッチへのアシストを記録した。
12月初旬時点でリーグ戦13試合12得点 (リーグ2位) を挙げ活躍していたことにより、様々なクラブの関心を集め、チームからは3年契約を提示された。しかし、自身が求める給料との開きが埋まることはなく、成長の糧となったチームに感謝の言葉を告げてシーズン中に移籍した。

#### スパルタク・モスクワ
2012年12月8日に移籍金750万ユーロでFCスパルタク・モスクワと契約合意。年俸は150万ユーロで4年半契約を締結したと伝えられる。2013年3月10日 (リーグ再開) のFCテレク・グロズヌイ戦 (3-1) で公式戦デビューを果たし、3得点を挙げる。なお、デビュー戦でハットトリックを達成した選手はスパルタクの歴史の中で初であり、またプロキャリア初のハットトリックでもあった。その後、アムカル・ペルミ戦でも得点を挙げてリーグ戦通算13得点とし、古巣クラスノダールのヴァンデルソンと共に得点王に輝いた。翌2013-14シーズンは、クリリヤ・ソヴェトフ・サマーラとの開幕戦 (2-1) において、ペナルティーキックでシーズン初得点を挙げた。

#### レアル・ソルトレイク
2016年1月15日、レアル・ソルトレイクにレンタル移籍した。2016年10月10日に完全移籍となった。2018年3月25日、ユールゴーデンIFにレンタル移籍した。

#### シカゴ・ファイアー
2018年9月14日、シカゴ・ファイアーFCに移籍した。

### 代表
アメリカ人女性と結婚してアメリカ合衆国の市民権を得ていたことでアルメニア代表とアメリカ代表のどちらかを選ぶ事が出来たが、最終的にアルメニア代表を選択した。主な理由は、定期的に代表でプレーする機会が得られる事と、アルメニアがアメリカより自身を必要としていたためとしている。2010年8月11日にイランとの親善試合で代表デビューを果たし、2010年9月7日にUEFA EURO 2012予選のマケドニア代表戦で代表初ゴールを決めた。

## 個人成績

### クラブでの成績
出典:
| 所属クラブ                 | シーズン | リーグ                     | リーグ | リーグ | 国内カップ | 国内カップ | 国際大会 | 国際大会 | 合計 | 合計 |
| 所属クラブ                 | シーズン | 所属リーグ                 | 出場   | 得点   | 出場       | 得点       | 出場     | 得点     | 出場 | 得点 |
| -------------------------- | -------- | -------------------------- | ------ | ------ | ---------- | ---------- | -------- | -------- | ---- | ---- |
| カンザスシティ・ウィザーズ | 2006     | メジャーリーグサッカー     | 10     | 0      | 0          | 0          | 0        | 0        | 10   | 0    |
| カンザスシティ・ウィザーズ | 2007     | メジャーリーグサッカー     | 18     | 5      | 0          | 0          | 0        | 0        | 18   | 5    |
| カンザスシティ・ウィザーズ | 合計     | 合計                       | 28     | 5      | 0          | 0          | 0        | 0        | 28   | 5    |
| レアル・ソルトレイク       | 2007     | メジャーリーグサッカー     | 5      | 0      | 0          | 0          | 0        | 0        | 5    | 0    |
| レアル・ソルトレイク       | 2008     | メジャーリーグサッカー     | 22     | 7      | 3          | 1          | 0        | 0        | 25   | 8    |
| レアル・ソルトレイク       | 2009     | メジャーリーグサッカー     | 26     | 8      | 4          | 0          | 0        | 0        | 30   | 8    |
| レアル・ソルトレイク       | 合計     | 合計                       | 53     | 15     | 7          | 1          | 0        | 0        | 60   | 16   |
| ラナース                   | 2009-10  | デンマーク・スーペルリーガ | 13     | 7      | 0          | 0          | 0        | 0        | 13   | 7    |
| ラナース                   | 2010-11  | デンマーク・スーペルリーガ | 17     | 5      | 3          | 4          | 5        | 5        | 25   | 14   |
| ラナース                   | 合計     | 合計                       | 30     | 12     | 3          | 4          | 5        | 5        | 38   | 21   |
| FCクラスノダール           | 2011-12  | ロシア・プレミアリーグ     | 37     | 14     | 1          | 0          | 0        | 0        | 38   | 14   |
| FCクラスノダール           | 2012-13  | ロシア・プレミアリーグ     | 13     | 9      | 0          | 0          | 0        | 0        | 13   | 9    |
| FCクラスノダール           | 合計     | 合計                       | 50     | 23     | 1          | 0          | 0        | 0        | 51   | 23   |
| スパルタク・モスクワ       | 2012-13  | ロシア・プレミアリーグ     | 8      | 4      | 0          | 0          | 0        | 0        | 8    | 4    |
| スパルタク・モスクワ       | 2013-14  | ロシア・プレミアリーグ     | 27     | 16     | 1          | 0          | 2        | 2        | 30   | 18   |
| スパルタク・モスクワ       | 2014-15  | ロシア・プレミアリーグ     | 16     | 2      | 1          | 0          | 0        | 0        | 17   | 2    |
| スパルタク・モスクワ       | 2015-16  | ロシア・プレミアリーグ     | 11     | 3      | 0          | 0          | 0        | 0        | 11   | 3    |
| スパルタク・モスクワ       | 合計     | 合計                       | 62     | 25     | 2          | 0          | 2        | 2        | 66   | 27   |
| レアル・ソルトレイク       | 2016     | メジャーリーグサッカー     | 29     | 9      | 0          | 0          | 0        | 0        | 29   | 9    |
| レアル・ソルトレイク       | 2017     | メジャーリーグサッカー     | 0      | 0      | 0          | 0          | 0        | 0        | 0    | 0    |
| レアル・ソルトレイク       | 合計     | 合計                       | 29     | 9      | 0          | 0          | 0        | 0        | 29   | 9    |
| 総通算                     | 総通算   | 総通算                     | 252    | 89     | 13         | 5          | 7        | 7        | 272  | 101  |

### 代表での成績
出典:
| アルメニア代表 | アルメニア代表 | アルメニア代表 |
| 年             | 出場           | 得点           |
| -------------- | -------------- | -------------- |
| 2010           | 5              | 3              |
| 2011           | 6              | 1              |
| 2012           | 7              | 1              |
| 2013           | 7              | 4              |
| 2014           | 5              | 0              |
| 2015           | 1              | 0              |
| Total          | 31             | 9              |

#### 代表での得点
| #  | 開催日         | 開催地         | 対戦国       | スコア | 結果 | 大会                        |
| -- | -------------- | -------------- | ------------ | ------ | ---- | --------------------------- |
| 1. | 2010年9月7日   | スコピエ       | 北マケドニア | 0-1    | 2-2  | UEFA EURO 2012予選          |
| 2. | 2010年10月8日  | エレバン       | スロバキア   | 1-0    | 3-1  | UEFA EURO 2012予選          |
| 3. | 2010年10月12日 | エレバン       | アンドラ     | 3-0    | 4-0  | UEFA EURO 2012予選          |
| 4. | 2011年9月6日   | ジリナ         | スロバキア   | 0-1    | 0-4  | UEFA EURO 2012予選          |
| 5. | 2012年5月6日   | エレバン       | カザフスタン | 3-0    | 3-0  | 親善試合                    |
| 6. | 2013年6月11日  | コペンハーゲン | デンマーク   | 0-1    | 0-4  | 2014 FIFAワールドカップ予選 |
| 7. | 2013年6月11日  | コペンハーゲン | デンマーク   | 0-3    | 0-4  | 2014 FIFAワールドカップ予選 |
| 8. | 2013年10月11日 | エレバン       | ブルガリア   | 2-1    | 2-1  | 2014 FIFAワールドカップ予選 |
| 9. | 2013年10月15日 | ナポリ         | イタリア     | 0-1    | 2-2  | 2014 FIFAワールドカップ予選 |

## タイトル

### クラブ
レアル・ソルトレイク
- MLSカップ：1 (2009)

ユールゴーデンIF
- スウェーデンカップ：1 (2017-18)

### 個人
- ロシア・プレミアリーグ得点王：1 (2012-13)